# Robert Krašovec
Robert Krašovec (4 de abril de 1965) es un deportista yugoslavo que compitió en remo.
Ganó dos medallas de bronce en el Campeonato Mundial de Remo, en los años 1989 y 1990, en la prueba de dos con timonel.

## Palmarés internacional
| Campeonato Mundial | Campeonato Mundial   | Campeonato Mundial | Campeonato Mundial |
| Año                | Lugar                | Medalla            | Prueba             |
| ------------------ | -------------------- | ------------------ | ------------------ |
| 1989               | Bled (Yugoslavia)    | Medalla de bronce  | Dos con timonel    |
| 1990               | Tasmania (Australia) | Medalla de bronce  | Dos con timonel    |